# Gurkmeja
Gurkmeja (Curcuma longa) är dels namnet på en art i växtfamiljen ingefärsväxter och dels namnet på produkter beredda av denna växt.

## Användning
Det är kurkuminoider  som ger gurkmeja dess färg.

### Industriellt
Gurkmeja är råvara för färgämnen som används för industriell färgning av läder, papper och trä.

### Livsmedel

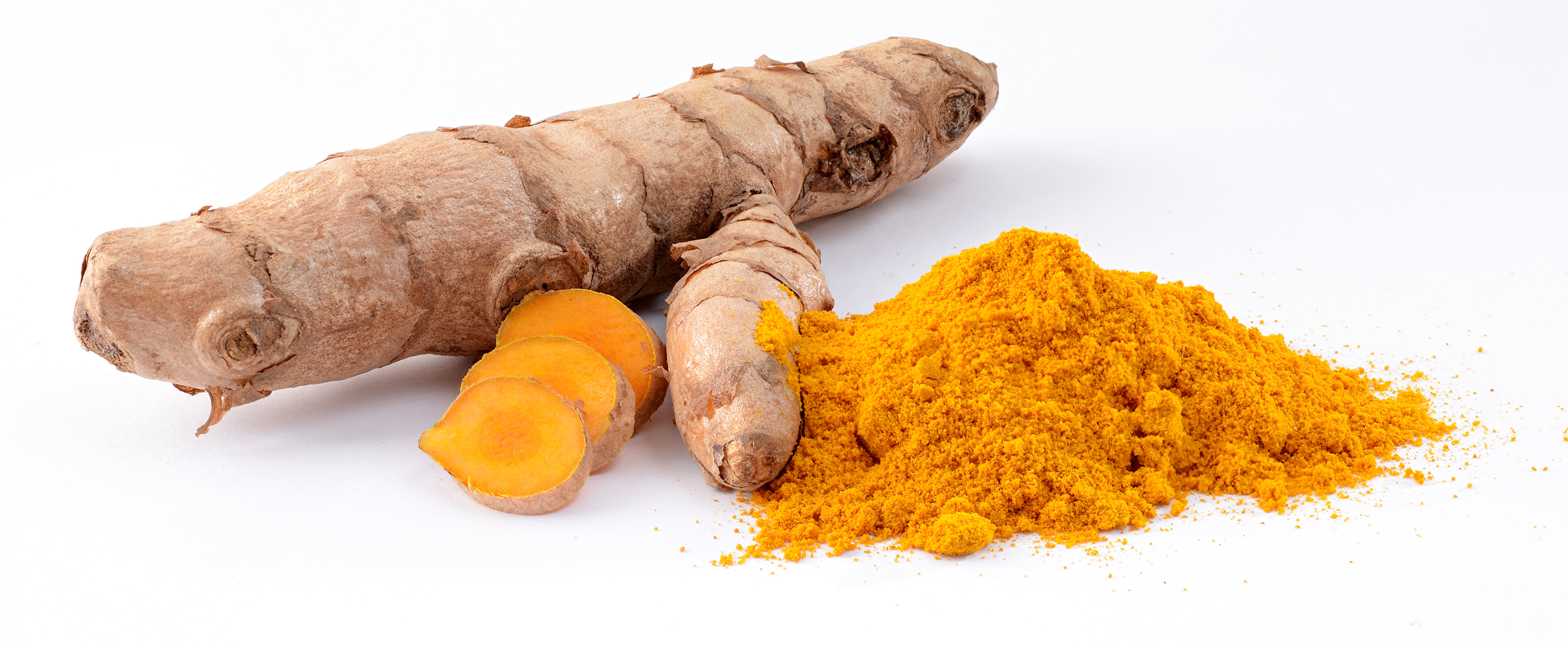
Jordstam och krydda.

Växtens jordstam (rhizom) kokas, torkas och mals till ett gult pulver som är vanligt som krydda i indisk matlagning.
Gurkmejans smak är svagt bitter, aningen skarp och påminner lite om ingefära. Den används sällan ensam och gör sig bäst som ingrediens i curry. Det är gurkmeja som ger en del currysorter deras skarpt gula färg.
Gurkmeja används även som billig utdrygning (förfalskning) av det mycket dyra äkta saffranet som då kallas för "indisk saffran". Det är också vanligt i färsk form i thailändsk matlagning, som i gurkmejasoppa.
När gurkmeja används som livsmedelstillsats ges den E-numret E 100, det aktiva ämnet är kurkumin.
Senap och worcestershiresås innehåller ofta gurkmeja.

### Medicinskt
Som naturmedel används gurkmeja för behandling av hudproblem, inflammationer, leversjukdomar, matsmältningsproblem, menstruationssmärtor. Vetenskapligt stöd för att gurkmeja skulle ha sådana effekter saknas dock.

## Historia
Gurkmeja härstammar från Sydostasien. Den största producenten är Indien, men den odlas även mycket i Australien, Indonesien, Iran, Kina, Kiribati, Peru, Sri Lanka, Taiwan samt på sina håll i Afrika.
Plantan hämtades troligen till Europa av Marco Polo (1254–1324). I sin bok En beskrivelse av världen omtalar han plantan som "en frukt som liknar saffran".